# Наведо, Андреа
Андреа Наведо (англ. Andrea Navedo; род. 10 октября 1977, Бронкс, Нью-Йорк) — американская телевизионная актриса.
Наведо родилась и выросла в Бронксе и окончила Университет штата Нью-Йорк в Олд Уэстбери. Она получила известность благодаря роли в дневной мыльной опере ABC «Одна жизнь, чтобы жить», где снималась с 1995 по 1997 год. Затем она присоединилась к мыльной опере CBS «Направляющий свет», где снималась в 1999—2000 годах. С 2001 по 2004 год у неё была второстепенная роль в сериале NBC «Закон и порядок», а в последующие годы она появлялась в «Закон и порядок: Преступное намерение», «Схватка» и «Голубая кровь».
У Наведо были второстепенные роли в «Как преуспеть в Америке», «Везунчик» и «Закон и порядок: Специальный корпус» в период между 2011-13 годами. В 2014 году она получила первую основную роль в прайм-тайм, в комедийном сериале The CW «Девственница Джейн», где Наведо играет мать заглавной героини.

## Личная жизнь
Андреа Наведо замужем и у неё есть двое детей, дочь Ава и сын Нико.

## Фильмография
| Год       | Название на русском                   | Название на английском            | Роль                      | Примечания                            |
| --------- | ------------------------------------- | --------------------------------- | ------------------------- | ------------------------------------- |
| 1996      | Девушка № 6                           | Girl 6                            | Phone Girl                |                                       |
| 1997      | Полицейские под прикрытием            | New York Undercover               | Clerk                     | Эпизод: «Is It a Crime?»              |
| 1995-1997 | Одна жизнь, чтобы жить                | One Life to Live                  | Linda Soto                | Регулярная роль                       |
| 1999-2000 | Направляющий свет                     | Guiding Light                     | Theresa Sandoval          | Регулярная роль                       |
| 2000      | Восточный парк                        | The District                      | Debbie                    | Эпизод: «Pilot»                       |
| 2001      | Двойные неприятности                  | Double Take                       | Maque Sanchez             |                                       |
| 2002      | Вашингтонские высоты                  | Washington Heights                | Maggie                    |                                       |
| 2002      | Порно и цыпочки                       | Porn 'n Chicken                   | Lucy Sanchez              | Телевизионный фильм                   |
| 2001-2004 | Закон и порядок                       | Law & Order                       | Detective Ana Cordova     | 24 эпизода                            |
| 2006      | Певец                                 | El Cantante                       | Zaida                     |                                       |
| 2008      | Закон и порядок: Преступное намерение | Law & Order: Criminal Intent      | Adele                     | Эпизод: «Vanishing Act»               |
| 2009      | Схватка                               | Damages                           | Gabriella                 | Эпизод: «New York Sucks»              |
| 2010      | Помни меня                            | Remember Me                       | учительница Кэролайн      |                                       |
| 2010-2011 | Голубая кровь                         | Blue Bloods                       | Yolanda Gonsalves         | Эпизоды: «After Hours» и «Cellar Boy» |
| 2011      | Как преуспеть в Америке               | How to Make It in America         | Debbie Dominguez          | 7 эпизодов                            |
| 2012      | Белый воротничок                      | White Collar                      | Doctor                    | Эпизод: «Most Wanted»                 |
| 2013      | Везунчик                              | Golden Boy                        | Lorraine Arroyo           | 4 эпизода                             |
| 2013      | Закон и порядок: Специальный корпус   | Law & Order: Special Victims Unit | Cynthia Mancheno          | 3 эпизода                             |
| 2013      | Последнее, что я слышал               | Last I Heard                      | Anna Vasco                |                                       |
| 2013      | Стереотипная я                        | Stereotypically Me                | Lydia Maldonado           | Короткометражный фильм                |
| 2014      | Оставленные                           | The Leftovers                     | тренер по хоккею на траве | Пилотный эпизод                       |
| 2014—2019 | Девственница Джейн                    | Jane the Virgin                   | Сиомара Виллануэва        | Главная роль; 99 эпизодов             |
| 2015      | Суперфорсаж                           | Superfast                         | Michelle                  |                                       |
| 2017      | Яркость                               | Bright                            | Captain Perez             |                                       |